# Sabriye Tenberken
Sabriye Tenberken, née en 1970 à Cologne, est une tibétologue, travailleuse sociale allemande et cofondatrice de Braille Without Borders.

## Biographie

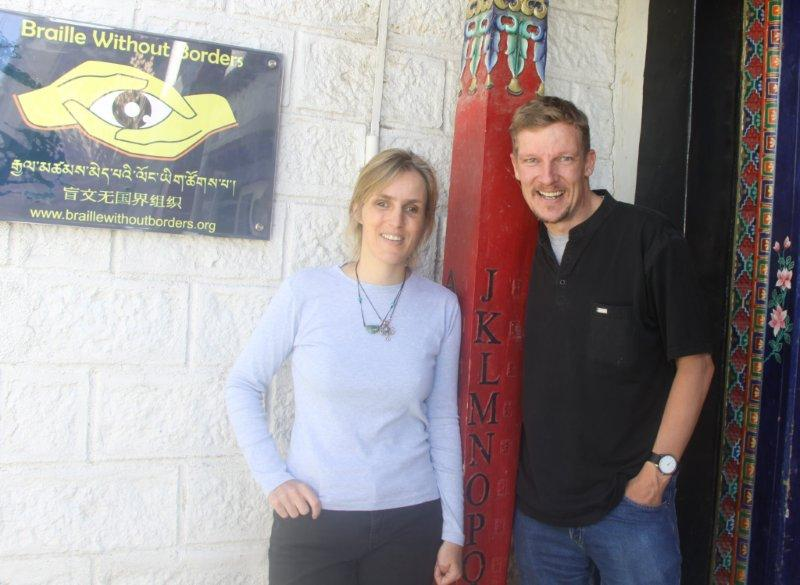
Sabriye Tenberken et Paul Kronenberg.

Sabriye Tenberken est née à Cologne en Allemagne de l'Ouest. Elle a progressivement perdue la vue durant son enfance à cause d'une maladie de la rétine et ses parents l'emmenèrent dans différents endroits afin qu'elle ait d'importants souvenir visuels avant qu'elle ne devienne aveugle à 13 ans. Elle fit des études de tibétologie à l'université de Bonn. En plus du mongol et du mandarin moderne, elle étudia le tibétain moderne et classique ainsi que la sociologie et la philosophie.

### Braille pour la langue tibétaine
Puisque aucun étudiant aveugle n’avait entrepris ces études, Sabriye Tenberken n'a pas pu se baser sur l’expérience des étudiants précédents. En conséquence, elle a développé sa propre méthode pour étudier ses cours. En 1992, elle développe un alphabet braille tibétain, qui devient par la suite le système officiel de lecture et d'écriture pour les aveugles au Tibet. Le braille tibétain (en) est basé sur le braille international, modifié pour s'adapter à l'alphasyllabaire tibétain. Par exemple, le tibétain pour ka, kha, ga, nga est écrit en utilisant les lettres brailles k, c, g et un g minuscule. Il a été soumis pour vérification à un universitaire tibétain qui le trouva immédiatement compréhensible, simple et facile à apprendre.

### École pour aveugle
En 1994, Sabriye Tenberken se rendit seule au Tibet pour évaluer la situation des personnes aveugles sur place. Y retournant en 1998, elle fonda le Centre pour les aveugles de Lhassa, la capitale du Tibet, pour enseigner aux personnes aveugles. Auparavant, les enfants malvoyants n'étaient pas en mesure de se rendre à l’école au Tibet. L'école a débuté avec cinq enfants, avec pour professeure, coordinatrice et conseillère Sabriye Tenberken. Par la suite, elle entraîna des locuteurs natifs du tibétain et sélectionna l'ensemble du personnel du Centre.
Les progrès du projet ne furent pas sans difficultés. Les enfants les plus aveugles étaient cachés du monde par les membres de leur famille, qui étaient réticents à envoyer leurs enfants à l'école. Les Tibétains locaux trompent parfois Sabriye Tenberken, profitant de sa cécité. Les fondations européennes vers lesquelles elle s'est tournée ne lui ont pas offert d'aide, estimant qu'une femme, elle-même aveugle, ne pouvait réussir dans un tel projet. Les fonds promis à Sabriye Tenberken par une association allemande pour les aveugles n'ont jamais été envoyés. Néanmoins, Sabriye Tenberken a persisté et a réussi à confier le Centre de l'un de ses anciens élèves, formé comme enseignant. Elle a trouvé une personne qui a cru en elle et a commencé à travailler avec elle : Paul Kronenberg qui travaillait pour la Croix-Rouge à Shigatsé.

### Braille sans frontières
En 1998, Sabriye Tenberke et son partenaire Paul Kronenberg créèrent le Projet pour les aveugles du Tibet. En septembre 2002, le nom devint Braille Without Borders. 

### kanthari international
En 2009, Sabriye Tenberken et Paul Kronenberg lancèrent le projet kanthari international (intentionnellement sans capitale) dans un village près de Thiruvananthapuram en Inde. 